# Buciumeni (Dâmbovița)
Buciumeni é uma comuna romena localizada no distrito de Dâmboviţa, na região de Muntênia. A comuna possui uma área de 28.70 km² e sua população era de 4697 habitantes segundo o censo de 2007.